# Приборкання непокірної (опера)
«Приборкання непокірної» (рос. Укрощение строптивой) — опера 1957 року в чотирьох діях та п'яти картинах Віссаріона Шебаліна на лібрето радянського музикознавця Абрама Гозенпуда за мотивами однойменної комедії Вільяма Шекспіра. У своєму лібрето Гозенпуд використав лише частину оригінального тексту Шекспіра, виключивши другорядних персонажів. Його лібрето справді відповідає духу п’єси Шекспіра завдяки використанню дотепності, щирої пристрасті закоханих у цю історію та суміші високих і грубих слів.

## Історія створення
«Приборкання непокірної» – перша опера композитора Віссаріона Шебаліна за сюжетом  однойменної комедії Вільяма Шекспіра, і під час Другої світової війни задумувалась як оперета для Свердловського театру музичної комедії. Згодом композитор прийшов до висновку, що це буде опера. Автор лібрето – Абрам Гозенпуд, експерт з творчості Шекспіра та відомий музикознавець. У 1948 році, під час сталінської ідеологічної кампанії боротьби з космополитами Шебалін був репресований і звільнений з посади директора Московської консерваторії і закінчення партитури «Приборкання норовливої» дописував лівою рукою, оскільки права не працювала після інсульту, який з ним трапився.
Щодо оркестрування опери автор лібрето «Приборкання непокірної» А.Гозенпуд пізніше згадував у своїй книзі про В.Шебаліна, як композитор йому казав про звучання опери: «Я прагнув до прозорої ясності оркестру, що властива Моцарту».
Після смерті Сталіна стала можливою постановка опери Шебаліна на театральній сцені і в 1958-59 відбулися постановки в оперних театрах Москви, Ленінграда та Києва. 

## Український переклад
Український переклад лібрето – Миколи Лукаша. В його версії назва опери звучить як «Приборкання непокірної».
Ірина Молостова про переклад назви твору, згадувала: «Довго дискутували з перекладом назви опери, яка зазвичай українською перекладається як "норовлива". Але Микола Лукаш був категорично проти цього і на одній з репетицій запропонував йти від сутності образу Катаріни. Адже справа не у її норові, а у тому, що вона не хоче підкорятися насиллю і бути предметом купівлі-продажу. Тому отримавши згоду Максима Рильського і Миколи Бажана, вирішили зробити назвою опери „Підкорення непокірної“».

## Дійові особи
| Роль                                    | Тип голосу |
| --------------------------------------- | ---------- |
| Катаріна, старша дочка Баптісти Міноли  | сопрано    |
| Петруччо, дворянин з Верони             | баритон    |
| Люченціо, залицяльник Б'янки            | тенор      |
| Гортензіо, залицяльник Б'янки           | бас        |
| Б'янка, молодша донька Баптісти Міноли  | сопрано    |
| Баптіста Мінола, багатий купець з Падуї | бас        |
| Бійонделло, слуга Баптісти Міноли       | тенор      |
| Кертіс, слуга Петруччо                  | тенор      |
| Груміо, слуга Петруччо                  | бас        |
| Кравець                                 | тенор      |
| Хор гостей, слуг, кухарів та кухарок.   |            |

## Сюжет
Дія перша
У падуанського купця Баптисти Миноли дві дочки: Катаріна і Біянка. Катаріна непокірна і гостра на вдачу, на противагу їй Біяанка ніжна і лагідна. Але даремно за Біянкою впадають женихи: її батько заприсягнувся не віддавати молодшої дочки заміж, допоки не відбудеться весілля старшої, Катаріни. Втім ніхто не наважується свататися до Катаріни через її непростий характер і Біянці загрожує проживати довіку без пари. Закохані у Біянку юнаки - романтичний Люченціо та простакуватий Гортензіо - випадково зустрічають на вулицях Падуї Петруччо, збіднілого дворянина, що шукає сватання за багату панну. Катарінини норови не лякають завзяття Петруччо і він навіть б"ється об заклад: місяць і Катаріна буде упокорена. І ось Петруччо у Миноли вдома з наміром укласти шлюбний договір, а разом з ним його знайомці Гортензіо та Люченціо, перевдягненні у вчителів, щоб дістатися Біянки. Глузування і примхи Катаріни не зупиняють Петруччо і він просить у здивованого Миноли благословення. Катаріну заручено і вже назавтра призначено весілля.
Дія друга
Цікаві гості поспішають на весілля, але в господі Баптисти Миноли гармидар: нема жениха, бо Петруччо досі не прибув. Катаріна знеславлена, Біянка у відчаї - їй не бачити свого весілля. Нарешті з"являється Петруччо, але на ньому подертий одяг і дірявий капелюх. Катаріна не тільки мусить прийняти жениха у такому вбранні, але і сама на його сталу вимогу має накинути на себе старе лахміття Петруччиної бабусі. Втім випробування Катаріни не скінчилися: одразу після вінчання молодий, навіть на сівши за святковий стіл, не зважаючи на опір Катаріни, негайно виїздить додому, прихопивши із собою молоду.
Дія третя
В бурю приїздить Петруччо з молодою дружиною до своєї домівки. Катаріна стомлена, змучена, але Петруччо не дає їй ані спочити ані навіть попоїсти та ще й знущається з неї. А коли вже і Груміо, слуга Петруччо, починає глузувати з неї, у Катаріни вривається терпець: вона вибігає з будинку розлютована, не зважаючи на бурю, ніч і холод. Схвильований Петруччо кидається за нею слідом, знаходить її вже непритомною і приносить її в опочивальню. Але як тільки Катаріна приходить до тями, Петруччо знов вдає з себе саму байдужість. Минув місяць. Закоханих розділяє не тільки стіни будинку, але і небажання кожного "скоритися". Першим не витримує цих добровільних тортур Петруччо: він освідчується Катаріни у коханні і чекає на її відповідь. Але несподіваний прихід гостей заважає йому її почути. Минола, Біянка і вже чоловік Біянки - Люченціо запитують Петруччо, адже минув місяць, як Петруччо бився об заклад, що упокорить Катаріну. Люченціо пропонує Петруччо іспит: їм обом послати за своїми жінками. Котра прийде першою і буде найпокірнішою, тієї чоловік і виграє заклад. Але як же здивувалися гості, коли свята і божа Біянка дала відкоша своєму чоловіку, а непокірна Катаріна з"явилась, не гаючись. Це була її відповідь Петруччо та її зізнання йому у коханні.

## Історія постановок

### Самарська та московська прем'єри
Світова прем'єра «Приборкання непокірної» у концертній версії відбулася в Центральному будинку художника у Москві 1 жовтня 1955 року. Вперше опера була поставлена у Самарському театрі опери та балету (тоді – Куйбишевська опера) 25 травня 1957 року під керівництвом диригента Савелія Бергольца. Незадоволений фінальною сценою між Кетрін та Петруччо, Шебалін повністю переписав фінал опери для першої постановки твору у Большому театрі у серпні 1957 року. У наступні місяці роботи виконувалися у Ленінграді, Києві та інших містах.

### Київська прем'єра
Поставу на сцені київського театру опери та балету здійснили диригент Веніамін Тольба та режисер Ірина Молостова.
З листа композитора В.Шебаліна диригенту Веніаміну Тольбі від 13 січня 1959 року: «Дні перебування у Києві були для мене суцільним святом, головною причиною якого були Ви». Той же А.Гозенпуд так згадував про київську виставу: «Це була дуже хороша вистава, і головне, що диригент виконував оперу так, як вона була написана, без ретушування та змін. Вісаріон Якович був зворушений до сліз не тільки цим, але й тим, як талановито диригент втілив у життя його композиторський задум. Дійсно, опера Шебаліна звучала легко і вишукано».
Прем’єра у Київському театрі опери та балету відбулася в сезоні 1958/59 років, із Дмитром Гнатюком та Лілією Лобановою у чільних партіях. Опера звучала в українському перекладі Миколи Лукаша. У виконанні зірок українського оперного мистецтва твір набув особливої краси і сили втілення почуттів, дотепності, витонченості й театральності. Опера була в репертуарі київського театру опери та балету імені Т.Шевченка протягом кількох десятиліть, неодмінно здобувала аншлаги і звучала у виконанні видатних українських майстрів оперного мистецтва: Дмитра Гнатюка, Лілії Лобанової, Костянтина Огнєвого, Миколи Фокіна, Клавдії Радченко, Юрія Гуляєва, Миколи Ворвулєва, Євдокії Колесник, Анатолія Мокренка, Гізели Циполи, Романа Майбороди та інших. Записи трансляцій зі сцени київської опери зберігаються в архіві Українського радіо та у Центральному державному аудіовізуальному та електронному архіві.

### Кіноверсії
1964 року вийшов фільм-вистава «Укрощение строптивой», в основі якої – фрагменти опери Віссаріона Шебаліна. Режисерка – Наталія Баранцева. В головних ролях: Леонід Марков, Юрій Фомичьов, Ельвіра Бруновська, Елеонора Шашкова, Микола Бубнов, Ернст Зорін, Григорій Абрикосов.
У 1967 на кіностудії ім. Олександра Довженка був знятий кінофільм «Театр і шанувальники», присвячений 100-річчю створення Київського театру опери та балету, одним з фрагментів якого є сцена першого побачення і дует Петруччо і Катаріни. В головних ролях знялися солісти Київського театру опери та балету Дмитро Гнатюк та Лілія Лобанова.

## Про музику опери
У "Приборканні непокірної" є низка музичних тем, які характеризують головних героїв. На початку опери Катаріну супроводжують два лейтмотиви. Перший - різкий і рішучий, який починається упертим стрибком мелодії. Другий звучить переважно у дерев"яних духових інструментах і нагадує сердите пирхання кішки. Зовсім інакшою виявляється Катаріна у другій половині опери. Її музична мова стає лагіднішою, вона стає співучою, ліричною. Її журлива арія у передостанній картині, де Катаріна сама собі зізнається у любові до Петруччо, задушевна і зворушлива. У зворотньому напрямку змінюється музична характеристика її сестри Біянки. Її аріозо у першій дії повно тихого жалю. Але наприкінці опери Біянку ніби підмінили: вона скидає маску лагідності і стає сваркою та різкою. У музичному образі Петруччо багато спорідненості з образом Катаріни. Рішуче завзяття героя підкреслюється відповідною музикою: мужність і дотепність є головними її рисами. Вже перша зустріч Петруччо і Катаріни на самому початку ще до того, як вони почали кепкувати одне з одного, дає зрозуміти, що між ними встановлюється особливий зв"язок. Справжнім гімном коханню звучить фінальний дует Петруччо та Катаріни, в якому слова головного героя
«…Всемогутняя любов

Мені збентежила всю кров:

Любов скоряє і мужчину.

Там, де горить її зоря,

Нема раба й володаря.»
стають ніби епіграфом до всього твору. Хори у опері органічно доповнюють сюжет. Вони пісенні, їхні мелодії прості і є прикрасою поліфонії.

## Записи
Вистава 1957 року у Большому театрі під керівництвом Зденека Халабали із Галиною Вишневською у ролі Катаріна, Євгеном Кібкало у ролі Петручіо, Глафірою Деомидовою у ролі Б’янки та Артуром Айзеном у ролі Баптісти була записана для радіо та видана 1961 року на платівці видавництва «Мелодія». Про роботу диригента-постановника Халабали автор лібрето Абрам Гозенпуд згадував: «Халабала залишався „драматургом“ і як диригент, вносячи, часто-густо, суттєве ретушування в партитурі, а якщо справа стосувалася артистів, то і зміни в саму структуру твору. Так було при поставі опер В.Новака. Те саме відбулося і з „Укрощением строптивой“. Окрім зроблених ним змін в оркеструванні, зруйнувавши прозору фактуру і зробивши її надважкою, Халабала настояв на тому, щоби арія Катаріни на початку останньої дії була перетворена у дует: Катаріна і Петруччо у різних кутках сцени, не бачачи одне одного, відкривають свої почуття глядачам. Марно композитор і я намагалися довести невиправданість завчасного прискорення розв'язки. Пам'ятаю, як був засмучений Віссаріон Якович вимогами диригента, висловленними ним у категоричній формі».
Опера «Приборкання непокірної» у виконанні артистів Київського театру опери та балету 1959 року була записана для Українського радіо. В ролях задіяні: Дмитро Гнатюк (Петруччо), Лілія Лобанова (Катаріна), Клавдія Радченко (Біянка), Костянтин Огнєвой (Люченціо), Олександр Чулюк-Заграй (Гортензіо), Рудольф Білицький (Баптиста Минола), Семен Коган (Бійонделло). Також у 1972 році для Українського радіо був записаний дует Петруччо і Катаріни з першої дії опери, у виконанні Дмитра Гнатюка та Євдокії Колесник.